# مراوه (لیبی)
مراوه (به عربی: مراوة) یک منطقهٔ مسکونی در لیبی است که در استان جبل‌الاخضر واقع شده‌است. مراوه ۴٬۵۱۰ نفر جمعیت دارد.